# موریس کوتنه
موریس کوتنه (فرانسوی: Maurice Cottenet‎؛ ۱۱ فوریه ۱۸۹۵ – ۱۱ آوریل ۱۹۷۲) بازیکن و مربی فوتبال اهل فرانسه بود.
از باشگاه‌هایی که در آن بازی کرده‌است می‌توان به باشگاه فوتبال کن اشاره کرد. وی همچنین در تیم ملی فوتبال فرانسه بازی کرده‌است.